# Neumonía lipoidea
La neumonía lipoidea, también llamada neumonía lípida o neumonía por colesterol, es una enfermedad rara que está causada por el acúmulo de lípidos en los alvéolos pulmonares. Dependiendo del origen de esos lípidos, se divide en endógena y exógena. La neumonía lipoidea generalmente es un proceso crónico secundario a la aspiración o inhalación continuada de sustancias grasas que a través de las vías respiratorias llegan a los alvéolos pulmonares. Existe también una forma aguda por aspiraciones masivas de material lipídico.

## Epidemiología
Aunque se considera una enfermedad rara, se ha encontrado en series de autopsias en el 1 – 2.5%.

## Cuadro clínico
Muchos casos son asintomáticos, pero suele haber tos, disnea, dolor torácico, derrame pleural, fiebre y hemoptisis. Las manifestaciones radiológicas incluyen opacidades con aspecto de vidrio despulido o de consolidación. La distribución suele ser bilateral, y puede haber un nódulo pulmonar mal definido, que en los casos agudos presenta una atenuación grasa en la tomografía computada, lo cual lo hace radiológicamente diagnóstico de neumonía lipoidea. En los casos de neumonía lipoidea crónica, el o los nódulos pueden o no contener grasa.
Los cuadros clínico y radiológico (salvo cuando hay atenuación grasa en la tomografía) hacen que el cáncer de pulmón sea un diagnóstico diferencial, y debido a que la inflamación también es ávida de glucosa marcada con flúor, la PET-TAC no ayuda a aclarar el diagnóstico.
En niños, la  presencia de tos, dificultad respiratoria creciente y dolor torácico, junto con infiltrados alveolares en la radiografía de tórax y el antecedente claro de intoxicación y vómitos deben hacer sospechar este diagnóstico.

## Causas
Suele deberse a la inhalación por exposición ambiental, laboral, recreativa o terapéutica a sustancias grasas o con excipiente graso. Se han reportado como causas de neumonía lipoidea exógena el reflujo gastroesofágico, la aspiración de lubricantes basados en vaselina para intubación o colocación de sonda naso gástrica, el uso en las vías respiratorias de Vicks VapoRub, del uso de laxantes como el aceite mineral, de gotas nasales con base oleosa, y uso de remedios tradicionales.
Se han reportado casos de neumonía lipoidea endógena asociados a cáncer de pulmón, enfisema, enfermedades de la colágena, trastornos del metabolismo de los lípidos, entre otros.  Un caso especial es el de Los comedores de fuego, profesionales del espectáculo que utilizan compuestos a base de queroseno y parafina para la emisiíon de fuego por la boca. Estas personas están predispuestas a presentar neumonía lipoidea aguda por la inhalación de estas sustancias. Un estudio (2018) del European Respiratory Journal   encuentra asociación en loa vapeadores de cigarrillos elecctrónicos

## Fisiopatología
El desarrollo de las alteraciones en el parénquima pulmonar de la neumonía lipoidea dependerá del tipo, cantidad, frecuencia y duración de la aspiración o inhalación de aceites o grasas.[13]. El aceite mineral y los aceites vegetales son relativamente tolerados y causan poca inflamación. Las partículas grasas pueden coalescer para formar masas intraalveolares que se tabican por reacción fibrosa y se llaman parafinomas.
Las grasas de origen animal son hidrolizadas y los ácidos grasos resultantes causan una reacción inflamatoria severa. Esta puede destruir los septos interalveolares y el intersticio, causando fibrosis.
En ambos casos hay macrófagos cargados de lípidos infiltrando el tejido, hallazgo microscópico que hace el diagnóstico.

## Tratamiento
Incluye suspender la exposición al agente causal, uso de corticoesteroides, y a veces la resección del parafinoma.